# リンナ警部は呼吸ができない
『リンナ警部は呼吸ができない』（リンナけいぶはいきができない）は、あららぎあゆねによる日本の漫画。『月刊ComicREX』（一迅社）にて、2016年12月号から2018年2月号まで連載された。

## ストーリー
ロンドン警視庁の若き警部、リンナは日々の生活に物足りなさを感じつつも仕事に励んでいたが、とある現場で迷探偵メイシと運命的な出会いを果たす。それからというものの、彼に出会うたびに胸の動悸が止まらなくなったり、彼の一挙手一投足にときめいてしまったりするが恋愛経験ゼロのためそれが恋だとは頑なに認めないのであった。

## 登場人物
リンナ・ミルフォード
17歳。身長155センチメートル。飛び級でロンドン警視庁へ入庁、史上最年少の警部として活躍している。真面目で他人にも自分にも厳しい性格だが、少し変わった所もあり、拳銃のリボルバーについて15時間語り続ける場面も。
上司らしく、警部らしく振る舞おうとした結果、二つ名は『鋼鉄のリンナ』となり、庁内では「男らしい」と思われている。（主にダン刑事から）が、実のところは女の子らしい趣向もあるようで占いを見るのが趣味という一面も持っている。メイシ相手にはすぐ赤面してしまう
メイシ・リーランド
19歳。身長171センチメートル。ロンドンで私立探偵を営んでおり、紳士的で温和な性格。
運だけは良いらしく、何故か常々現場に居合わせる。探偵としての腕は凡人以下だが、運の良さ（とリンナのサポート）で調査が成功する場面も見受けられる。
怪盗ミラー
イギリス中で名前を轟かせる女怪盗。ナルシストで泣き虫。怪盗としての腕は良いらしいが、ドジな所も多く見受けられる。
ダン・アップルガース
ロンドン警視庁刑事。リンナを慕っており、それ故かメイシに対しての当たりが強い。
リンナを「男らしい」と周りに印象づける根本的な原因を作ったが、嫌がらせなどではなく本気でリンナを慕っている模様。
ニール
ロンドン警視庁刑事。主に怪盗ミラーの事件の担当をしている。
マレット
ロンドン警視庁刑事。よくダンと共にいる

## 書誌情報
- あららぎあゆね『リンナ警部は呼吸ができない』一迅社〈REX COMICS〉、全3巻[1]
  1. 2017年4月27日発売、ISBN 978-4-7580-6658-7
  2. 2018年1月27日発売、ISBN 978-4-7580-6685-3
  3. 2018年1月27日発売、ISBN 978-4-7580-6705-8